# Prąd Labradorski
Prąd Labradorski – zimny, powierzchniowy (do maksymalnie 600 m) prąd morski płynący na Oceanie Atlantyckim u wschodnich wybrzeży Ameryki Północnej. Płynie on od Morza Baffina (z północy) do Nowej Fundlandii. Temperatury wody wynoszą –1 °C w zimie i od 2 do 10 °C w lecie. Jego prędkość wynosi ok. 1–2 km/h. Niesie ze sobą przez cały rok góry lodowe.